# بل ایکس‌اچ-۱۵
بل ایکس‌اچ-۱۵ (به انگلیسی: Bell XH-15) یک بالگرد ساختِ کارخانهٔ بل هلیکوپتر در کشور ایالات متحده آمریکا و کانادا است. نخستین استفاده‌کنندهٔ این بالگرد نیروی هوایی ایالات متحده آمریکا بوده‌است. این بالگرد برای نخستین بار در ۱۹۴۸ میلادی مورد استفاده قرار گرفت.